# Aberffraw
Aberffraw est un village du pays de Galles, situé sur la côte sud-ouest de l'île d'Anglesey, à l'embouchure de la Ffraw. Son nom signifie littéralement « estuaire [aber] de la Ffraw » en gallois. Au moment du recensement de 2011, il comptait 620 habitants.

## Histoire
Au Moyen Âge, Aberffraw est la capitale du royaume de Gwynedd jusqu'à sa disparition en 1282 : le titre que se donne Llywelyn le Grand au début du XIIIe siècle est « prince d'Aberffraw et seigneur de Snowdonie ». Saint Beuno y fonde une église au VIIe siècle, mais le bâtiment actuel ne remonte qu'au XIIe siècle pour ses parties les plus anciennes.
Dans le Mabinogion, c'est à Aberffraw que Branwen épouse le roi d'Irlande Matholwch.